# Pseudomorphacris notata
Pseudomorphacris notata är en insektsart som först beskrevs av Brunner von Wattenwyl 1893.  Pseudomorphacris notata ingår i släktet Pseudomorphacris och familjen Pyrgomorphidae. Inga underarter finns listade i Catalogue of Life.